# Лопушанка (Старосамбірський район)
Лопуша́нка — колишнє село в Україні. Розташовувалось неподалік (на захід) від села Лопушниці, що в колишньому Старосамбірському районі Львівської області.

## Розташування
Село лежало над потоком Млинівка (ліва притока р. Стривігор), при підніжжі пологого хребта (з вершинами — 544 м, 551 м, 603 м), біля урочища Мокрий Ліс.

## Історія
У минулому це було велике село — мало 800 дворів і 2 церкви. До 1772 року належано до Перемишльської землі Руського воєводства.
У 1772—1918 роках село перебувало у складі Австро-Угорщини, у провінції Королівство Галичини та Володимирії. Село належало до парохії Нанове Устрицького деканату Перемишльської єпархії УГКЦ. Свого часу Лопушанка, як ніякі інші села в тій околиці, дуже постраждала від епідемії холери. За переказами, всюди лежали трупи: в хатах, на подвір'ях, на вулиці, у полі, так що не було кому їх ховати. З великого села залишилось усього кілька осіб, які переселились в один кінець села. Решта села залишилась пусткою і поступово заросла лісом. Проте згодом село поволі відродилось і сягнуло 40 дворів.
У 1880 році в селі мешкало 189 осіб (греко-католики, за винятком кількох римо-католиків).
У 1919—1939 роках входило до ґміни Стажава Добромильського повіту Львівського воєводства. У 1939 році в селі мешкало 270 осіб, з них 260 українців і 10 євреїв.
З 1940 по 1951 рік село належало до Хирівського району Дрогобицької області УРСР.
У 1951 році селяни всі до одного були переселені у східні області України. Одна з двох церков Лопушанки проіснувала до 1950-х років, але, покинута напризволяще, завалилась від старості. З цілого села залишився лише один придорожній хрест, хоча в заростях ще можна натрапити на сліди помешкань і господарських споруд.